# Reforma 222

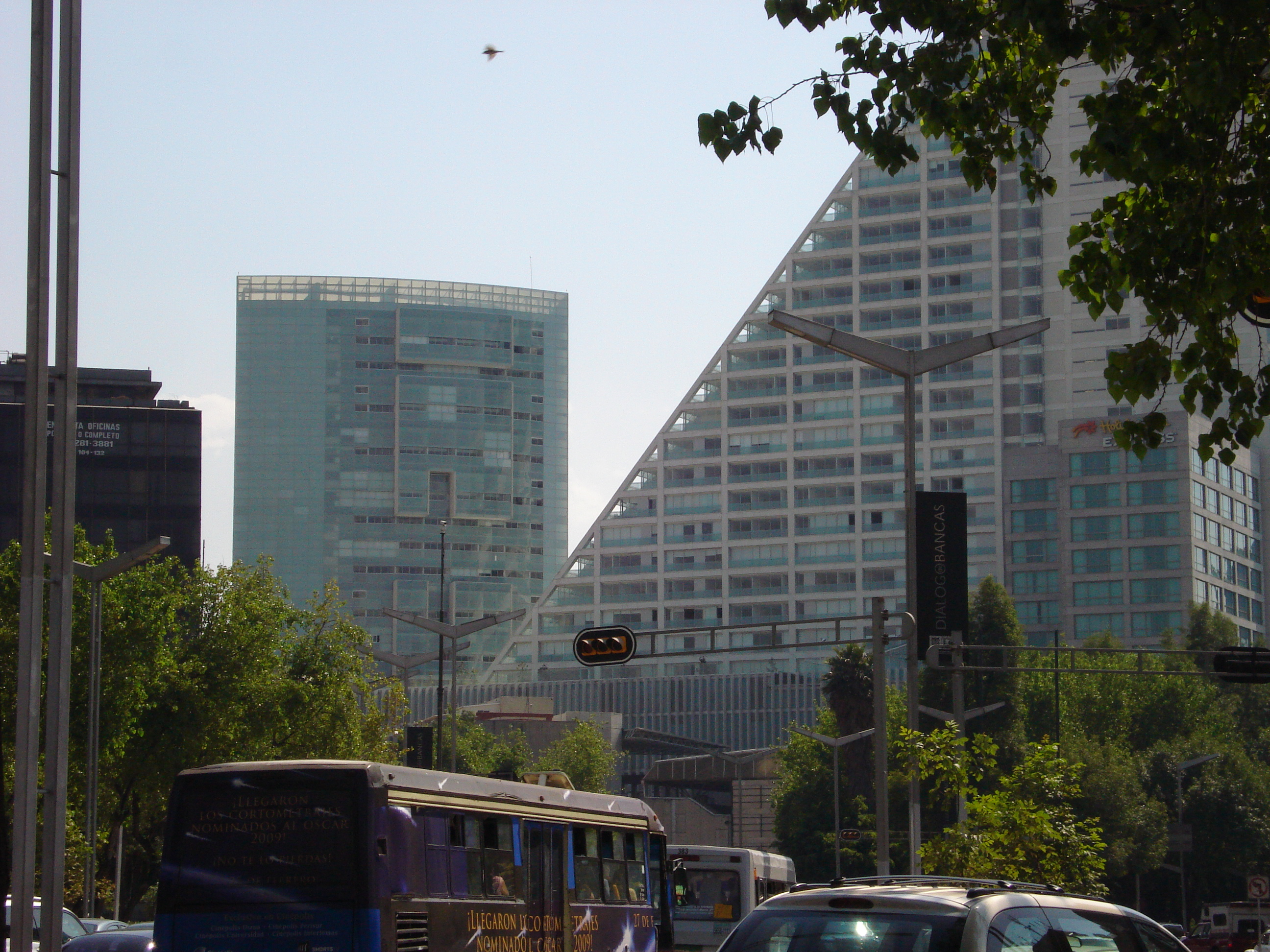
Torres 1 y 3 de Reforma 222, en la Ciudad de México.

El complejo Reforma 222 es un grupo de tres torres ubicado en la Ciudad de México. Consta de tres torres, las dos más altas de las cuales se hallan en la avenida Paseo de la Reforma #222; las tres torres fueron diseñadas por el arquitecto mexicano Teodoro González de León, la ingeniera civil Beatriz Medina Sosa,. El complejo fue presentado en el año 2003 como proyecto por el Grupo Danhos, y la primera piedra se colocó a principios de 2004. Desde el 2007, año en que se dieron por terminadas las estructuras, esta estructura ha tenido un impacto en el panorama urbano de la ciudad, y en especial de la avenida Paseo de la Reforma, debido sobre todo a la forma de las torres y su color. Además, las dos torres más altas se convirtieron en uno de los edificios más altos de la avenida.

## La forma
- La Torre 2 de Reforma 222 tiene 125.8 m de altura, 31 pisos, y su uso es residencial. La Torre 1 tiene 125.8 m y 31 pisos; se trata de un edificio de oficinas mixtas, y la Torre 3 tiene 93,4 metros y 19 pisos.

- La fachada de las torres constan de una estructura, con base en atiezadores de cristal templado de 20 mm extra claro, la cual sujeta a una envolvente de cristal doble. La primera capa es de un cristal extra claro de 4,10 m de altura por 1,60 m de ancho. La segunda capa consta de un vidrio templado con las mismas dimensiones que el primero, pero con la peculiaridad de que es un "Low E", el cual controla la emisión de rayos ultravioleta, con lo que se logra una fachada sumamente eficiente en cuanto al ahorro de energía, así como el control acústico.

## Detalles importantes
- La construcción del complejo comenzó en 2004 y finalizó en 2008.
- Se dice que el grupo de torres tuvo la cimentación más profunda que se haya hecho en la historia de la Ciudad de México, con una excavación cercana a los 100 metros de profundidad.
- Los materiales que se usaron en su construcción fueron: vidrio, acero y concreto armado.
- El uso principal de la torre 1, de 31 pisos, es exclusivamente de oficinas; la torre 2, de 26 pisos, es principalmente de uso residencial, y la torre 3 es de uso residencial.
- La estructura se terminó en marzo del 2007; los acabados internos de las torres, en mayo del 2008, y se inauguró en septiembre del 2008.